# Guymon Casady
Guymon Patrick Casady (nacido el 12 de marzo de 1969) es un ejecutivo de medios, productor de cine y televisión y gestor de talentos estadounidense .
Casady es cuatro veces ganador del premio Emmy y coproductor ejecutivo original de Game of Thrones de HBO, que tiene la distinción de ser la serie con guion más ganadora de un premio Emmy en la historia de la televisión.
Es productor de películas tan populares y aclamadas por la crítica como Steve Jobs, adaptación de Aaron Sorkin de la biografía de Walter Isaacson, dirigida por Danny Boyle y protagonizada por Michael Fassbender y Kate Winslet, que fue nominada a dos premios Oscar; Hope Springs, protagonizada por Meryl Streep, Tommy Lee Jones y Steve Carell, que estuvo nominada al Globo de Oro; Office Christmas Party protagonizada por Jason Bateman, Jennifer Aniston y Kate McKinnon; Deep Water, de Patricia Highsmith, dirigida por Adrian Lyne y protagonizada por Ben Affleck y Ana de Armas; El debut como directora de Halle Berry, Bruised, que protagonizó. Originó y fue productor ejecutivo de la franquicia The Expendables, que recaudó 800 millones de dólares. El siguiente paso de Casady es The Fall Guy, dirigida por David Leitch y protagonizada por Ryan Gosling y Emily Blunt , que se estrenará el 1 de marzo de 2024.
En televisión, Casady es productor ejecutivo y originario de la serie de televisión aclamada por la crítica The Terror y de la próxima película Talented Mr. Ripley, escrita y dirigida por el ganador del Oscar Steve Zaillian.
Casady es socio fundador de Entertainment 360, una firma de entretenimiento líder en Los Ángeles, California.

## Educación
Obtuvo un B.A. en historia europea e historia del arte de la Universidad de Pensilvania. Comenzó su carrera en la gestión de artistas trabajando en Creative Artists Agency (CAA).

## Carrera
Casady comenzó su carrera en Hollywood trabajando como asistente en el Departamento de Talento Cinematográfico de Creative Artists Agency. Dejó CAA cuando le ofrecieron la oportunidad de trabajar para el director ejecutivo de Propaganda Films, Steve Golin. Mientras trabajaba como asistente de Steve, Casady escribió un plan de negocios argumentando por qué Propaganda debería iniciar una empresa interna de gestión de talentos para representar teatralmente a los directores a quienes la empresa ya representaba para videos musicales y comerciales, incluidos David Fincher, Michael Bay, Spike. Jonze y Antoine Fuqua. Fue ascendido a ejecutivo de desarrollo/producción y trabajó en películas como The Game, dirigida por David Fincher y Being John Malcovich, dirigida por Spike Jonze. Cuando Phillips vendió Polygram (propietario de Propaganda) a Seagrams, Casady dejó Propaganda para trabajar como gerente en Industry Entertainment. El 13 de noviembre de 2002, Casady, Eric Kranzler y David Seltzer dejaron Industry Entertainment para iniciar una nueva empresa, Management 360, una nueva empresa de producción de gestión de talentos que cofundaron con Suzan Bymel, Evelyn O'Neill y Daniel Rappaport. Poco después de formar Management 360, la empresa firmó un producto general con Warner Bros. Pictures el 7 de julio de 2003.
De 2011 a 2017, Casady produjo la velada anual Reel Stories, Real Lives del MPTF para recaudar dinero y generar conciencia sobre la organización en la próxima generación.
En 2008, Casady fue incluido en el primer Informe anual de Impacto de los Dealmakers de Variety.

## Vida personal
Casady es campeón nacional juvenil de remo de EE. UU. en el 4 con timonel. Es hijo de Janed Guymon y Kent Casady. Creció en el barrio histórico de San Diego, Mission Hills, y en el hogar de la infancia de su madre Janed. Su madre, Janed, es nieta de Edward "E.T." Guymon, que da nombre a la ciudad de Guymon, Oklahoma. Está casado con Robyn Norris Casady y es padre de Ford y Boone Casady. Su difunto abuelo fue el periodista y político Simon Casady, quien en 1976 fue el candidato elegido por el Partido Demócrata para competir contra Pete Wilson para la alcaldía de San Diego; su bisabuelo fue el obispo episcopal Thomas Casady, quien en 1947 fundó la Escuela Casady en la ciudad de Oklahoma; su tatarabuelo fue el destacado banquero de Iowa Simon Casady, y su tatarabuelo fue el juez de Iowa Phineas M. Casady.

## Filmografía

### Largometrajes
| Año  | Película               | Notas               |
| ---- | ---------------------- | ------------------- |
| 1999 | The Match              |                     |
| 2004 | The Final Cut          | Productor ejecutivo |
| 2005 | Stay                   | Productor ejecutivo |
| 2008 | My Best Friend's Girl  |                     |
| 2009 | The Killing Room       |                     |
| 2009 | Paper Man              |                     |
| 2010 | The Expendables        | Productor ejecutivo |
| 2012 | Hope Springs           |                     |
| 2012 | The Expendables 2      | Productor ejecutivo |
| 2014 | The Expendables 3      | Productor ejecutivo |
| 2015 | The Gallows            |                     |
| 2015 | Steve Jobs             |                     |
| 2016 | Office Christmas Party |                     |
| 2019 | The Gallows: Act II    |                     |
| 2019 | Queen & Slim           | Productor ejecutivo |
| 2020 | Bruised                |                     |
| 2022 | Deep Water             |                     |
| 2023 | The Expendables 4      | Productor Ejecutivo |
| 2024 | The Fall Guy           |                     |
| TBA  | Cowboy Ninja Viking    |                     |
| TBA  | Sesame Street          |                     |

### Televisión
| Año     | Título                        | Crédito               | Premio | Notas               |
| ------- | ----------------------------- | --------------------- | --- | ------------------- |
| 2002    | Terry Tate: Office Linebacker | Productor ejecutivo   | | Televisión en corto |
| 2003−04 | Hope & Faith                  | Productor ejecutivo   | |                     |
| 2007    | Cavemen                       | Productor ejecutivo   | |                     |
| 2008    | 1%                            |                       | | Serie de televisión |
| 2016    | Mary + Jane                   | Productor ejecutivo   | |                     |
| 2017    | Damnation                     | Productor ejecutivo   | |                     |
| 2018    | Queen America                 | Productor ejecutivo   | |                     |
| 2011−19 | Game of Thrones               | Coproductor ejecutivo | Premio Primetime Emmy a la Mejor Serie Dramática (2015) Premio Primetime Emmy a la Mejor Serie Dramática (2016) Nominado - Premio Primetime Emmy a la Mejor Serie Dramática (2011) Nominado - Premio Primetime Emmy a la Mejor Serie Dramática (2012) Nominado - Premio Primetime Emmy a la Mejor Serie Dramática (2013) Nominado - Premio Primetime Emmy a la Mejor Serie Dramática (2014) |                     |
| 2018−19 | The Terror                    | Productor ejecutivo   | |                     |
| TBA     | Ripley                        | Productor Ejecutivo   | |                     |
| TBA     | Sanctuary                     | Productor ejecutivo   | |                     |